# L.A.M.B. (empresa)
L.A.M.B., es una línea de ropa e indumentaria, dirigida y fundada por la cantante pop estadounidense Gwen Stefani.
Fundada en 2003, pero comercialmente, se lanzó al mercado en 2004, junto a su álbum debut: Love. Angel. Music. Baby.. Financieramente ha sido valorada como una de las empresas de celebridades con más ganancias, nombrado así por la revista estadounidense Forbes. En esta lista, se encuentra ubicada en la posición 1. La misma revista, catalogó a la fragancia, como el perfume que más ha vendido en el mundo, hecho por una celebridad.
Entre sus variados productos se encuentran Indumentaria, bolsos, relojes, zapatos, perfume y Cámara digitales. A 2007, la línea de ropa, vendió un promedio de 90 millones de dólares.

## Perfume
Coty Inc., anunció una licencia global con Gwen Stefani, para la producción y fabricación de una fragancia, con el respaldo de la artista y su marca L.A.M.B. Stefani en una entrevista, agregó que crear una fragancia es lo mejor que ha podido hacer en su carrera.
La fragancia, fue llamada “L”, lanzada al mercado en septiembre de 2007, en Soho House, Nueva York. Stefani trabajó con Harry Fremont, para el desarrollo de la esencia. Entre los variados tipos de fragancia, se desarrollaron tipos de aromas como Freesia, Pyrus, Jasminum y Plumeria entre otras. Está disponible en versión de botella de 50 ml y botella de 100 ml.

## Desarrollo comercial
Actualmente, L.A.M.B., se vende en 275 diferentes tiendas alrededor del mundo. Acogió gran popularidad entre las celebridades, siendo usada por Nicole Kidman, Teri Hatcher, Paris Hilton y la misma Stefani. L.A.M.B., vendió 40 millones de dólares en 2005, y tuvo una alza a 90 millones de dólares en 2007, y en el primer trimestre de 2008, obtuvo un promedio de 175 millones de dólares.
De acuerdo con Nordstorm, la marca batió récord en desalojar toda la colección y todos los productos disponibles en 1 día. Además, la ropa de L.A.M.B. ha estado en la portada de diferentes revistas como W, Marie Caire, ELLE, Lucky e InStyle, entre otras.